# Teodicea

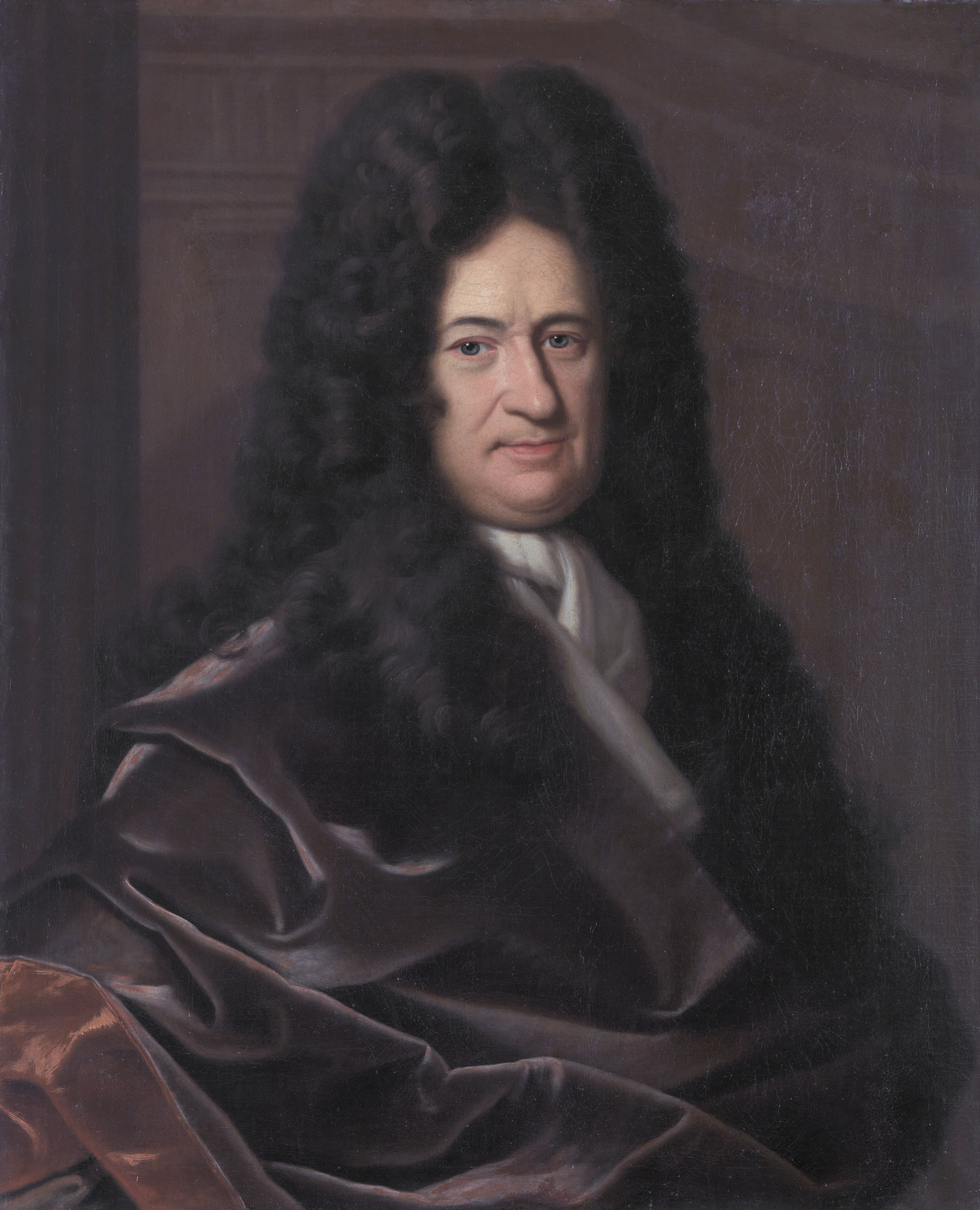
Gottfried Leibniz, filósofo alemán que acuñó el término teodicea.

La teodicea (del griego θεός -dios- + δίκη -justicia-) es la rama de la teología natural que se centra en la cuestión del problema del mal; esto es, en buscar y proporcionar una explicación racional al hecho de que Dios permita el mal en el mundo.

## Objetivo
Estudia el problema que resulta al considerar la compatibilidad entre la presencia del mal y el sufrimiento en el mundo con la existencia de Dios. 
Es estudiada en teología natural o filosofía de la religión.

## Historia
En el período 1600 - 900   a.  C. de la Antigua Babilonia, la «Teodicea babilónica» fue escrita en arcilla.
En Grecia alrededor de   271 a. C. se planteaba la «Paradoja de Epicuro»:

¿Es que Dios quiere prevenir el mal, pero no es capaz? Entonces no es omnipotente.
¿Es capaz, pero no desea hacerlo? Entonces es malévolo.
¿Es capaz y desea hacerlo? ¿De dónde surge entonces el mal?
¿Es que no es capaz ni desea hacerlo? Entonces, ¿por qué llamarlo Dios? 

En el siglo XVIII el término «teodicea» fue utilizado por el filósofo alemán Gottfried Leibniz como título de una de sus obras, Ensayo de Teodicea. Acerca de la bondad de Dios, la libertad del hombre y el origen del mal, si bien Leibniz se refería con «teodicea» a cualquier investigación cuyo fin fuera explicar la existencia del mal y justificar la bondad de Dios. Leibniz, con este ensayo, no justifica la existencia de un Dios filosófico aconfesional, sino del Dios de los cristianos, con su visión del hombre, del mal y del mundo.

## Literatura
- Gottfried Wilhelm Leibniz: Ensayos de Teodicea sobre la bondad de Dios, la libertad del hombre y el origen del mal (2 vols), 1710.
- Werner Thiede: El sentido crucificado. Una teodicea trinitaria, Salamanca 2008
- Jürgen Moltmann: El dios crucificado. La cruz de Cristo como base y crítica de la teología cristiana
- Weber, Max: Ensayos sobre sociología de la religión (El problema de la teodicea)